# Je ne sais quoi
Das je ne sais quoi [ʒənəsɛˈkwa] (frz., dt.: „ich weiß nicht, was“, im Sinne von „das unbestimmbare, gewisse Etwas“) ist ein Begriff der Ästhetik, mit dem die Unmöglichkeit einer abschließenden sprachlichen und begrifflichen Festlegung des ästhetischen Gegenstandes bezeichnet wird.
Der Begriff taucht gegen Ende des 17. Jahrhunderts bei Dominique Bouhours  (La Manière de bien penser, 1687) auf und wird dann im Kontext des französischen Sensualismus vor allem bei Marivaux (in Le Cabinet du philosophe, 1734) zentral. In seiner Allegorie der zwei Gärten beschreibt Marivaux, wie sich Schönheit (Klarheit, Regelmäßigkeit, Perfektion) und Je ne sais quoi (Komplexität, Bewegung, Faszination) gegenüberstehen.